# Vietinghoff
Vietinghoff (i Danmark skrevet Vittinghoff) er en uradelig slægt fra Westfalen, som første gang nævnes 1230. I Danmark tilhørte den højadelen.
Slægten stammer fra Grevskabet Mark med stamsædet og borgen Vittinghoff (nu beskyttet som "Bodendenkmal") ved Essen-Rellinghausen. En gren af slægten kom i middelalderen til til Baltikum, hvorfra den bl.a. bredte sig til Danmark og Sverige.
Frederik (Friedrich) Vittinghoff (Scheel) (1624-1691) blev 12. marts 1680 ophøjet til lensbaron til baroniet Scheelenborg. Da han ikke havde sønner, uddøde slægten i Danmark og datteren Sophie Charlotte Vittinghoff (død 1732) arvede baroniet, og da hun var gift med general Schack Brockdorff (1652-1730), blev han lensbaron og besidder af baroniet.